# 美国公民及移民服务局
美国公民及移民局（英語：United States Citizenship and Immigration Services，縮寫：USCIS）是美国国土安全部的一个组成部分，它的职能与之前的美国司法部下辖美国移民及归化局类似。该部门旨在促进美国国家安全，处理移民积压案件，并改善服务质量。